# 出島号 (高速バス)

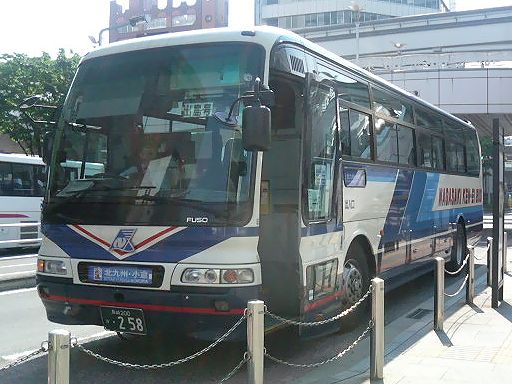
出島号（長崎県交通局）

出島号（でじまごう）は、北九州市と長崎市を結ぶ昼行高速バス路線。

## 概要
- 愛称名の由来は、江戸時代に貿易地として長崎市に築造された人工島「出島」から。
- 座席指定制のため、乗車には予約が必要である。
- 運行開始当初から長らく西日本鉄道（2001年より運行を西鉄高速バスに業務管理委託）と長崎県交通局による2社局共同運行であった。しかし、2000年代辺りからピーク時に比べ乗客数が年々減っていること、2006年に基山パーキングエリア停留所での乗り継ぎシステムが確立されたことに加え、2008年における「1,000円高速」の余波で高速バスの利用者全体がさらなる減少傾向にあることなどから、2010年3月31日を以って西日本鉄道が運行から撤退。翌日より長崎県交通局の単独運行となった。

## 運行会社
- 長崎県交通局（長崎県営バス）　
  - 担当営業所：長崎営業所

長崎県営バスの北九州側の運行支援は西鉄バス北九州北九州高速自動車営業所が担当。

## 沿革
- 1990年1月27日 - 運行開始。

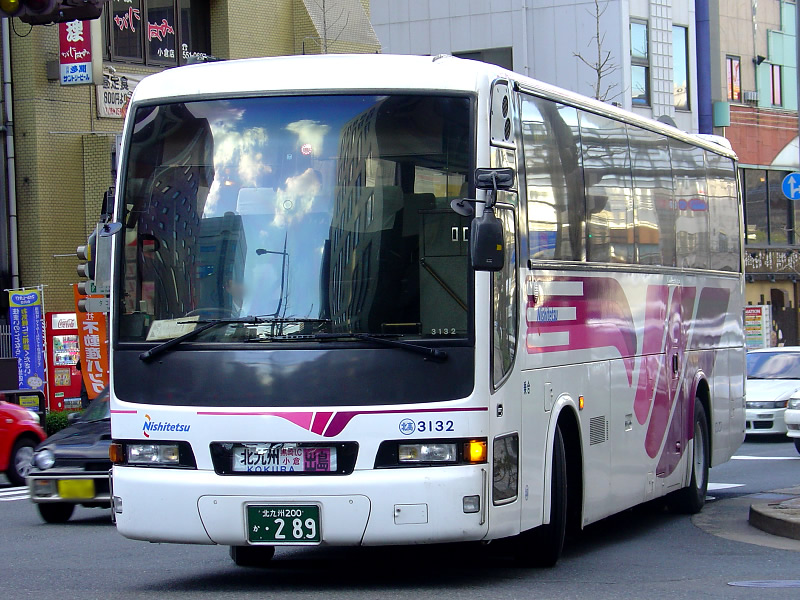
かつて西鉄が運行していた「出島号」

- 2004年11月1日 - 停車地に高速千代ニュータウン、高速基山、高速神埼、バイパス多良見を追加。4枚つづり回数券「出島きっぷ」を発売開始。
- 2010年4月1日 - 西鉄が運行から撤退。長崎県営バスの単独運行へ移行、減便（6往復12便→5往復10便）。
- 2020年3月28日 - 新型コロナウイルスの世界的感染拡大の影響による利用客減少を受け、この日より同年4月24日までの期間においては土日祝のみ1往復運休。その後、4月25日 から全便運休。
- 2021年4月1日 - ダイヤ改正により全日3往復へ減便、及び高速宇美への停車を取り止め。

## 運行経路・停車停留所
太字は停車停留所。福岡県内のみ、長崎県内のみの利用不可（佐賀県内の高速基山・高速神埼からは両方向への乗降いずれも可能）。
砂津バスセンター - 小倉駅前 - 平和通 - 三萩野 - 紫川ランプ - （北九州高速4号線） - 黒崎インター引野口 - 高速千代ニュータウン - 八幡IC - （九州自動車道） - 直方PA - 若宮IC - 高速基山 - （長崎自動車道） - 高速神埼 - 高速松原 - 大村IC - 大村木場 - 諫早IC - 長崎多良見IC - 長崎バイパス - バイパス多良見 - 昭和町 - 原爆資料館（旧：浜口町） - 長崎駅前（交通会館）
- 小倉駅前はセントシティ（旧コレット井筒屋・旧伊勢丹・旧小倉そごう）前発、小倉駅バスセンター高速バス降車場着。
- 黒崎インター引野口は都市高速外の一般道バス停に停車する。

## 車内設備ならびに使用車両

### 車内設備
- ハイデッカー
  - 三菱ふそう・エアロエース
  - いすゞ・ガーラ
- 4列シート
- 化粧室
- 座席コンセント

運行開始当初は西鉄・県営とも車内は3列シート（2＋1列）仕様のスーパーハイデッカー西工SD-Ⅰが使用されたが、西鉄では2代目車両への更新の際は同じく3列シート車ではあるものの、ハイデッカーの西工S型にサイジングダウンした。県営車も2代目車両以降はメーカー純正車体を使用したハイデッカーによる導入となった。その後、一時期西鉄では「はかた号」から転用された3列独立シート仕様で元夜行車の西工SD-Ⅱが「フェニックス号」夜行便との間合いという形で共通運用されていたが、撤退前は「桜島号」などの九州島内路線で使用されていた3列シート（2+1列）仕様の西工SD-Ⅰが福岡高速自動車営業所から転属ののち元夜行車から置き換えられていた。県営の単独運行に移行後もこの路線では長きにわたり3列シート車が使用されてきたが、2022年頃より4列シート車による運行となっている。